# Tây Minh
Huyện tự trị dân tộc Ngõa Tây Minh (chữ Hán giản thể: 西盟佤族自治县, âm Hán Việt: Tây Minh Ngõa tộc tự trị huyện, tiếng Wa: Si Mēng Vax Qux Zi Zi Sin hoặc Si Mōung Vax Qux Zi Zi Sin) là một huyện tự trị thuộc địa cấp thị Phổ Nhĩ, tỉnh Vân Nam, Cộng hòa Nhân dân Trung Hoa. Huyện này có diện tích 1.391 km², dân số năm 2003 là 80.000 người. Chính quyền huyện đóng ở trấn Mạnh Thoa.

## Phân chia hành chính
Về mặt hành chính, huyện này được chia thành 2 trấn, 4 hương và 1 hương dân tộc.
- Trấn: Mạnh Thoa, Mạnh Khải.
- Hương: Ông Dát Khoa, Nhạc Tống, Tân Hán và Trung Khóa.
- Hương dân tộc: Hương dân tộc Lạp Hỗ Lực Sở